# Kylskåpsmödrar
Teorin om kylskåpsmödrar är en förlegad vetenskaplig teori inom psykiatrin som säger att orsaken till autism är en brist på föräldrarnas, särskilt moderns, känslomässiga värme. 
Termerna kylskåpsmödrar och kylskåpsföräldrar myntades runt 1950 för att beskriva mammor eller pappor till barn med diagnosen autism och schizofreni.
Teorin betraktas idag som utdaterad och stigmatiserande och är till stora delar övergiven.

## Historia
Termen kylskåpsmödrar myntades av den österrikiske psykiatern Leo Kanner på 1940-talet för att beskriva mammor som påstods vara så kalla och känslolösa att det ledde till, eller åtminstone bidrog till, att det traumatiserade barnet drog sig tillbaka och utvecklade autism.
Barnpsykologen Bruno Bettelheim var en ansedd specialist inom behandling av autistiska barn och en inflytelserik figur när det gällde att sprida teorin om kylskåpsmödrar. Bettelheim byggde vidare på Kanners arbete och beskrev autism som en känslomässig störning som utvecklades hos vissa barn på grund av psykologisk skada som deras mödrar tillfogat dem. Bettelheim liknade autistiska barn med fångar i nazistiska koncentrationsläger, där han själv hade tillbringat tio månader under andra världskriget. Han jämförde föräldrarna, särskilt mammorna, med vakter i koncentrationslägren. 
Bettelheim menade att "skillnaden mellan fångars svåra belägenhet i ett koncentrationsläger och de förhållanden som leder till autism och schizofreni hos barn är naturligtvis att barnet aldrig har haft en chans att utveckla mycket till personlighet".
Konceptet orsakade enorm smärta för många familjer i decennier, innan det motbevisades. 1969 bad Kanner om ursäkt på ett möte för Autism Society of America, för att ha myntat termen.